# Кассано-Маньяго
Кассано-Маньяго (итал. Cassano Magnago, ломб. Cassan Magnagh) — город и коммуна в Италии, располагается в провинции Варесе области Ломбардия.
Население составляет 20 754 человека (на 2004 г.), плотность населения — 1723 чел./км². Занимает площадь 12 км². Почтовый индекс — 21012. Телефонный код — 0331.
Покровителем коммуны почитается святой Маврикий, празднование 22 сентября.